# Satyrblues
Satyrblues - doroczny festiwal satyry i bluesa, organizowany od 2000 roku w Tarnobrzegu. Pomysłodawcą formuły festiwalowej i osobą odpowiedzialną za Satyrblues jest Victor Czura, prezes Stowarzyszenia "OKO" - (Ochrona Kultury Oryginalnej), autor karykatur bluesowo-jazzowych, oraz grafik.
W roku 2004, Satyrblues, został wyróżniony statuetką "ERYKA" - nagrodą przyznawaną raz w roku przez kapitułę SPAK (Stowarzyszenie Polskich Artystów Karykatury) i Muzeum Karykatury w Warszawie, oraz Prezydenta Miasta Tarnobrzega.

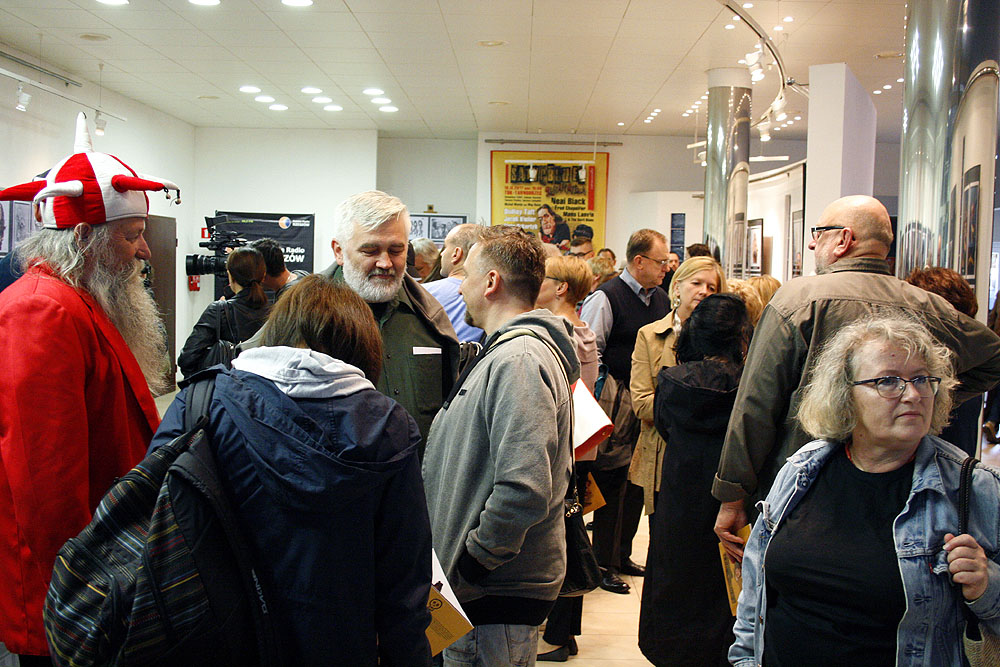
Foto: Paweł Matyka

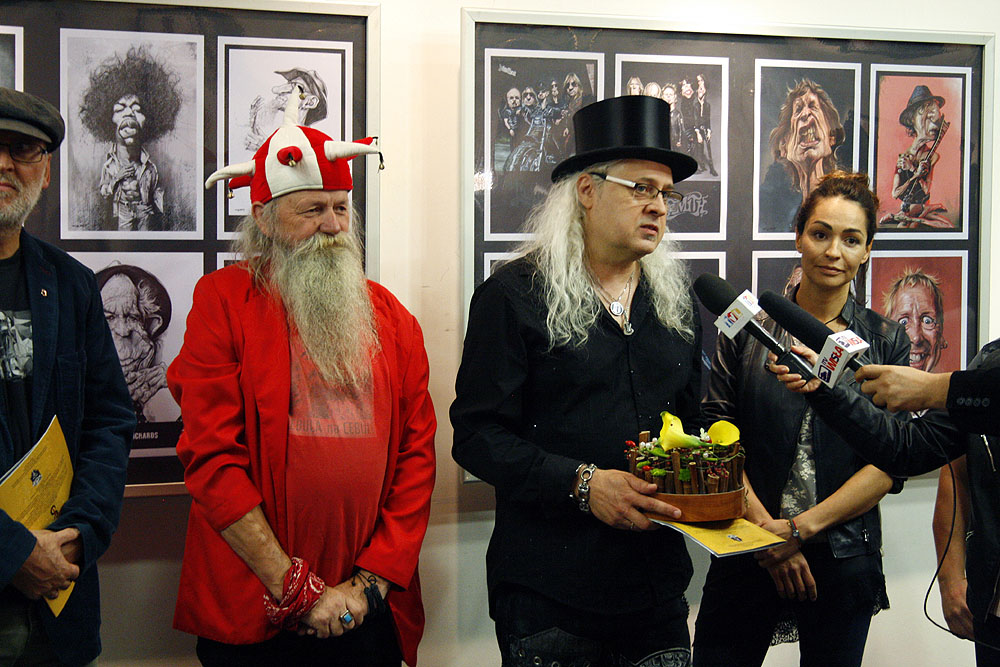
Foto: Paweł Matyka

Na Satyrblues zaprezentowali się między innymi: Roman Puchowski, Abi Wallenstein, Magda Piskorczyk, Slidin' Slim, Billy Gibson, Josho Stephan, Erja Lyytinen, Joe Colombo, Pilichowski Band, Boogie Boys, K2, Kabaret Dno, Kabaret DKD, Pi-eR-2, Grzegorz Szumowski, Julian Bohdanowicz, Andrzej Staszok, Ireneusz Graff, Mofo Party Band, Gang Olsena.   